# Cosimo Fancelli

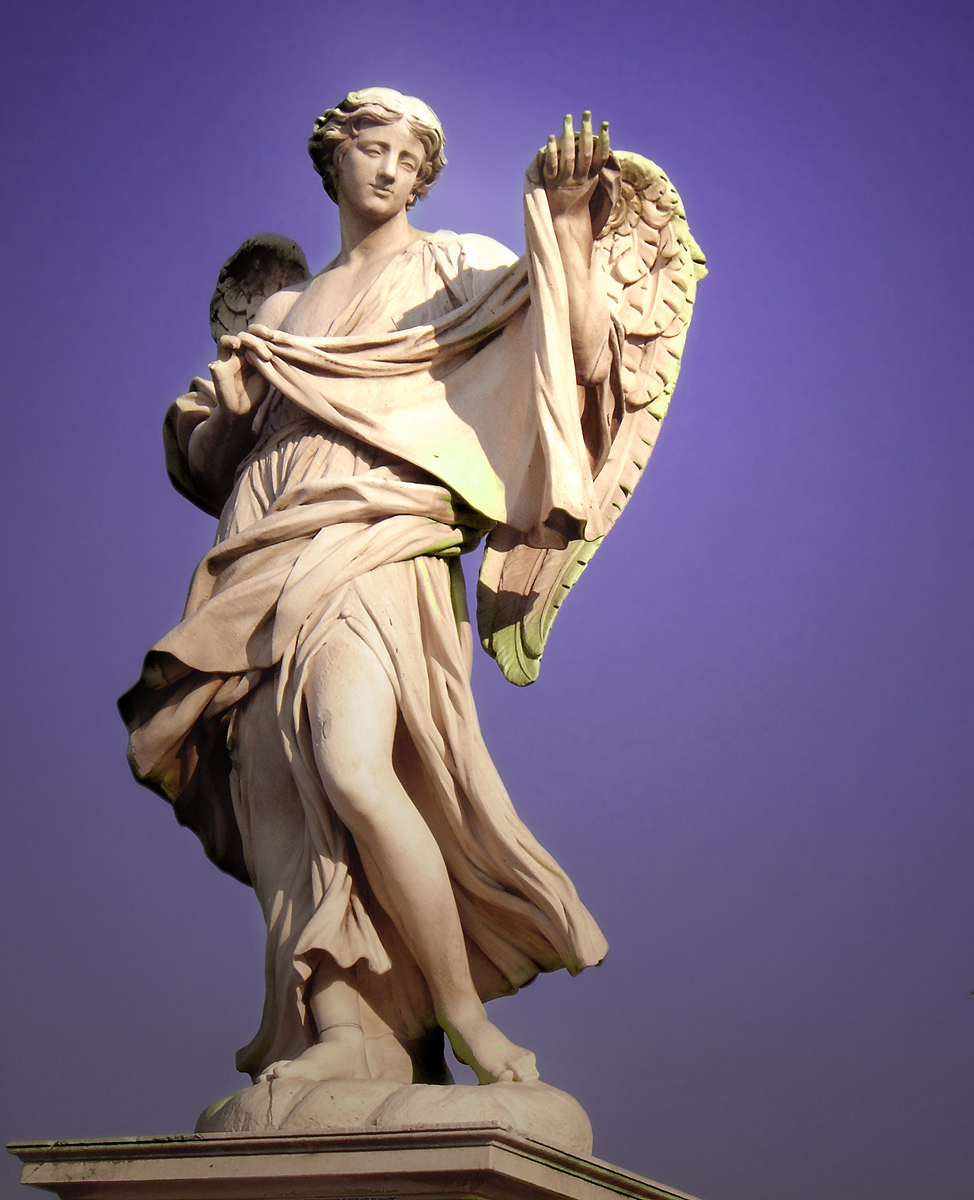
Angelo col Volto Santo, Ponte Sant'Angelo, Roma.

Cosimo Fancelli (Roma, 1º luglio 1618 – Roma, 3 aprile 1688) è stato uno scultore italiano.

## Biografia e opere
Cosimo Fancelli nacque a Roma, figlio di Carlo Fancelli scultore di Settignano, presso Firenze. Fu instradato nella carriera di scultore dal fratello Giacomo Antonio Fancelli allievo di Gian Lorenzo Bernini. Inizialmente lavorò insieme al fratello, ma le prime opere di sua mano si riferiscono alla decorazione della Basilica di San Pietro che impegnò tutta la bottega berniniana fra il 1647-1648.
Ma già nel 1645 un suo rilievo con Cristo, la Madonna, San Giovanni e San Giacomo per la chiesetta interna dell'Ospedale di San Giacomo detta chiesa di Santa Maria Portae Paradisi, l'impose come autore indipendente. Uscito dall'orbita berniniana, s'avvicinò a Pietro da Cortona fra il '46 e '47 durante la decorazione della Basilica vaticana.
Nella Cappella Cerri della Chiesa del Gesù la statua de la Giustizia è di sua mano. Anche durante la sua collaborazione con il Cortona, inizialmente fu affiancato dal fratello, che condivise molte opere del fratello minore ormai salito agli onori di più richiesto della famiglia.
Insieme ad Ercole Ferrata, Domenico De Rossi e il solito fratello, fece la decorazione a stucco per gli affreschi del Cortona in Santa Maria in Vallicella. Collaborò col pittore toscano fino alla morte di questi nel 1669.
Per la Chiesa dei Santi Luca e Martina fece le statue di Santa Teodora, Santa Dorotea e Santa Sabina. Nel 1657, sempre con Ercole Ferrata e Pietro da Cortona (architetto della facciata) decorò la Chiesa di Santa Maria della Pace. Mentre collaborò per la Basilica di Santa Maria in Via Lata con due rilievi, l'uno in terracotta e l'altro marmoreo, intorno al 1661.
Ancora come stuccatore collaborò, per l'ultima volta, col Cortona nella Chiesa di San Nicola da Tolentino tra il 1667 e il 1668, l'anno dopo il Cortona morì e lo sostituì il suo allievo Ciro Ferri. Nel frattempo fece anche altre opere come la statua di Giovanni Spada per la Chiesa di San Girolamo della Carità. 
Accanto al Borromini decorò il Palazzo della Propaganda Fide.
Ritornato dal Bernini partecipò alla decorazione statuaria di Ponte Sant'Angelo, dove si trova una delle sue migliori opere: la statua dell'Angelo col Volto Santo, nel 1670, una delle più belle del ponte.
Continuò la sua produzione, soprattutto in stucchi a rilievo accanto a Carlo Rainaldi, verso la fine della sua vita, decorando moltissime altre chiese di Roma e curò la decorazione, con il restauro anche di statue antiche, per il Palazzo Borghese.